# Medalla de la Campaña (1936-1939)
La Medalla de la Campaña 1936-1939 fue una condecoración militar española otorgada entre los años 1938 y 1939, durante la guerra civil española, por el gobierno franquista. Fue creada por el decreto 192 de 26 de enero de 1937 (BOE número 99). Se entregaba para recompensar intervenciones en operaciones bélicas o servicios en líneas de fuego. Tuvo una única categoría, pero contó con dos cintas diferentes, una destinada a premiar acciones de vanguardia (combate) y otra para servicios en la retaguardia. Todas las cintas poseían los colores de la bandera española, con sus cantos exteriores de color negro por méritos de combate, o verde para servicios en la retaguardia. 
La Orden de 17 de octubre de 1937 (BOE número 362) estableció la celebración de un concurso para la selección del diseño de la insignia de esta medalla, concurso que se declaró desierto en la Orden de 27 de noviembre de 1937. En la Orden Circular de 26 de marzo de 1938 (BOE número 522) aprobó la realización de un concurso para adquirir las insignias para esta medalla, cuyo diseño y modelo de la cinta y pasador ya habían sido establecidos, llegando a reunirse 50 000. De estas insignias, 48 000 se destinaron a recompensar méritos de vanguardia y 2000 servicios en la retaguardia. 
Esta medalla fue hecha en forma anónima por el escultor español José Herrero Sánchez, (Salamanca (España), 3 de abril de 1910 - Olavarria (Argentina),  23 de junio de 1980).
La insignia de esta medalla era de forma circular y medía 37 milímetros de diámetro y tres milímetros de grosor. En su parte interior se encontraba empavonada en negro con algunos elementos y el borde dorados. 
En su anverso aparecía representado un león luchando con un dragón junto a una hoz y un martillo, símbolo del comunismo. Detrás de las figuras del león y el dragón podía observarse la Cruz Laureada de San Fernando, realizada en metal dorado y, en la parte superior, un sol naciente acompañado de la inscripción "17 JULIO 1936» situada en el cuadrante superior izquierdo señalado por la Cruz Laureada. El borde se encontraba decorado con dos ramas, una de laurel y otra de roble.
En el reverso figuraba el escudo franquista con el Águila de San Juan en vuelo y fabricada en metal dorado, el yugo y haz de flechas, un casco de guerra y la expresión "Arriba España». En el borde puede leerse la leyenda «GENESSMO FRANCO, VICTOR, UNA GRANDE LIBRE IMPERIAL ML.HSP.GLOR.» (acrónimo latino que en español significa «A Mayor Gloria de España»).
Pasadores
| Mérito en vanguardia (combate). | Mérito en retaguardia. |